# Красота любви
«Красота любви» (араб. روعة الحب‎, Rawaat el-hob) — египетский фильм 1968 года, мелодрама с участием популярной звезды египетского кино Нагли Фатхи. Экранизация повести Халя-аль-Хавнави «Неясный аромат».

## Сюжет
Хаям окончила школу с отличием и мечтала поступить в университет, получить ученую степень. Но все её планы были нарушены. Единственный человек в семье, который её понимал и поддерживал, — её отец — внезапно умер. Хаям трагически переживала это несчастье, замкнулась в себе. Уже через год её мать вновь вышла замуж. А сестра и её муж начали упрекать Хаям, что она живёт затворницей и только и знает, что читать книги. Хаям чувствует себя одинокой и непонятой. И только встреча с известным литератором и философом, книги которого девушка очень любила, возвращает её к жизни.
Махмуд Салим помогает ей заниматься и поступить в университет. Постепенно Хаям свою привязанность к Махмуду принимает за любовь, и, когда он предлагает ей стать его женой, она соглашается. Но позже Хаям понимает, что ошиблась, и уезжает от мужа к родным.
Однажды Хаям встретила Ахмада. Она долго сопротивлялась своему чувству, но настоящая любовь победила...
Ахмад должен уехать в командировку в Германию, а Хаям остается в Каире, чтобы развестись с Махмудом. Но в тот момент, когда Хаям в свадебном платье ждет Ахмада на аэродроме, ей сообщают, что самолет, на котором летел её любимый, разбился.

## В ролях
- Нагля Фатхи — Хаям
- Яхья Шахин — Махмуд Салим
- Рушди Абаза — Ахмад Раджаб
- Махмуд Эль-Мелигуи — дядя Хаям
- Надия Сейф Эль-Наср — мать Хаям
- Имад Хамди — отец Хаям
- Мадиха Хамди
- Алия Абель Монейм
- Сальва Закаи